# 卡爾·奧古斯特·馮·哈登貝格
卡爾·奧古斯特·馮·哈登貝格（德語：Karl August Fürst von Hardenberg，1750年5月31日—1822年11月26日）是一位普魯士政治家，他曾擔任普鲁士内阁首长。在他職業生涯的早期，他實施了許多自由主義改革，但是在後期，他默許了反動政策。哈登貝格和馮·施泰因男爵共同推動了普魯士改革運動，他們改進普魯士軍隊系統、廢除農奴制和封建負擔、修改公務員制度使之向社會所有階級開放並且完善了教育體制。他們的改革使普魯士邁向了現代化大國的行列，並為日後統一德意志地區奠定了基礎。